# 国際ボランティア学生協会
特定非営利活動法人国際ボランティア学生協会（International Volunteer University Student Association、略称：IVUSA）は、国際協力・災害救援・環境保護・地域活性化・子どもの教育支援の5つの分野で大学生が主体となって国内外の活動を行っているNPO。学生が多様な社会貢献活動に携わることを通して、社会を担う力を持った人材を社会に輩出する教育機関的要素も併せ持つ。

## 沿革
1992年、国士舘大学で実施した「夢企画」の中で、「ラオスに小学校を建設したい」という夢を実現させ、1993年には、その小学校建設に参加した学生が、北海道南西沖地震の救援活動を行う。この頃から「学生である自分たちにできること」をコンセプトに、学生組織が成立。
2000年頃から法政大学やフェリス女学院大学の会員が参加し、インカレ組織と発展していき、2002年5月には特定非営利活動法人となる。
2006年から関西地区の大学生の参加も増加し、関西事務局を設立。首都圏と関西地域の大学生を中心に、2024年6月現在、85大学から約2,600人の大学生が所属。会員によって運営されるクラブ（支部）は合計28ある。

## 主な事業

### 国際協力事業
カンボジアでの学校建設、インドでの住宅建設、フィリピンでの減災・環境保全、中国での植林、ネパールでの山村支援等。

### 環境保護事業
滋賀県琵琶湖や千葉県印旛沼での外来種駆除、千葉県九十九里浜・山形県飛島・京都府京丹後市、新潟県佐渡市、長崎県対馬市、沖縄県石垣島、等の清掃、京都府阿蘇海での生態系保全、長野県での森林整備、神奈川県こどもの国での竹林整備等。

### 地域活性化事業
新潟県関川村・十日町市・長岡市、静岡県西伊豆町、三重県熊野市、東京都利島村、岡山県備前市日生諸島、長野県飯山市などでお祭りやイベントのサポートや商品開発等。

### 災害救援事業
東日本大震災復興支援活動（現在も宮城県山元町で継続）、平成28年熊本地震の復旧活動、令和6年能登半島地震その他水害や雪害などにその都度ボランティアを派遣している。

### 子どもの教育支援事業
児童養護施設の子どもたちとの交流、生活困窮家庭の子どもへの学習支援、発達障害を持った子どもとの交流・学習支援、防災教育等。

### 研修事業
応急救命講習や、社会的な課題の背景を学ぶ研修、マネジメント研修、事業を実施する上での実務研修などを実施。

### その他
沖縄県での戦没者遺骨収集や世田谷区市民活動支援コーナーの運営（委託事業）等を実施している。

## 関係者

### 特別顧問
- 弓削昭子（法政大学教授、元国連開発計画駐日代表兼総裁特別顧問）
- 野中広務（元衆議院議員）
- 小田兼利（日本ポリグル株式会社代表取締役会長）
- 山村武彦（防災システム研究所所長）
- 市川啓一（株式会社レスキューナウ最高顧問）
- 朴宇一（韓国ハンセン氏病患者支援団体「常緑会」代表）
- Shant amrita chaitanya（僧）
- 池谷啓（フリーライター）
- 三浦宏一（一般社団法人世界貿易センター（東京）理事長）
- 早坂毅（NPOコンサルタント・税理士）
- 廣渡謙二（株式会社シーディック代表取締役）
- 黒澤司（日本財団）
- 平田大六（新潟県関川村村長）

### 理事
- 下村誠（代表理事）
- 谷口純平（副代表理事）
- 村橋克則（大正大学教授）
- 風間穣（東京都都議会議員）
- 中嶋信行（日本マイクロソフト株式会社）
- 赤木衛（株式会社東京イデアフォース代表取締役社長）
- 伊藤章（特定非営利活動法人ボランティア活動推進国際協議会日本理事長）
- 阿部博志（株式会社KMC南関東）
- 桑原望（新潟県長岡市議会議員）
- 伊藤美樹（株式会社日立製作所 情報・通信システム社）
- 大槻泰輔（飲食店経営）
- 宮崎猛志（せたがや防災NPOアクション代表）
- 高井洋季（静岡県西伊豆町地域プロジェクトマネージャー）
- 小熊日花（埼玉大学4年　IVUSA第32期学生代表）

### 監事
- 星昭良（SPK株式会社）